# タイ証券取引所
座標: 北緯13度43分22秒 東経100度33分34秒 / 北緯13.72278度 東経100.55944度
タイ証券取引所（タイしょうけんとりひきじょ、タイ語:ตลาดหลักทรัพย์แห่งประเทศไทย、英語:Stock Exchange of Thailand, 通称SET）は、タイ王国唯一の証券取引所。所在地はバンコクのクローントゥーイ区。
The Securities and Exchange Act of 1992（SEA/タイ国証券取引法）に基づき、1974年に設立された。

## 概要
運営は最大で11名の理事で構成される理事会により行われる。理事11名のうち最大で5名はSECにより任命され、別の5名（最大で）をSET会員会社が任命する。残りの1名は理事会により任命され、理事長を務める。2003年末時点での理事は11名（うち1名は理事長）。2003年12月末時点でのSET及びその関連会社の従業員数は643名。
市場としては、メインボードとmai（Market for Alternative Investment）があり、東京証券取引所に例えるとメインボードはプライム、maiはグロースに相当する。
また、取引されている株の種類としては、ローカル株（L株）、フォーリン株（F株）、NVDRの三種類がある。
ローカル株は、現地で流通する普通株で、外国人（ここでは日本人を含むタイ人以外を指す）が保有した場合は、配当およびワラントを受け取る権利および議決権が無効となる。
フォーリン株は、逆にタイ人が保有した場合に、配当及びワラントを受け取る権利および議決権が無効となる。ただし、フォーリン株はローカル株に比べ流動性が低く割高であることが多く売買が成立しにくいといわれている。
NVDRは「議決権なし預託証券」とよばれ、タイ人、外国人とも保有した場合は議決権はないが配当及びワラントは受け取ることができ、ローカル株同様流動性も高いとされる。
代表的な指数には、SET指数がある。SET指数は1975年4月30日の株価を100としてメインボード全上場普通株の時価総額をもとに新規上場・廃止を調整して算出している。2007年4月末時点での上場会社数は521社。時価総額は約5.3兆バーツ（19.0兆円 3.6円/バーツとして）。
証券取引所における証券売買は、会員会社にのみ認められている。会員会社へのライセンスはタイ財務省（the Ministry of Finance）がSETの推薦に基づいて付与される。会員会社数は現在37社。

## 立会時間
- 前場 10:00 - 12:30（日本時間12:00 - 14:30）
- 後場 14:30 - 16:30（同16:30 - 18:30）